# Piracy (comic book)
Piracy est un comic book d’aventures maritimes publiées par EC Comics entre octobre 1954 et octobre 1955. Ses sept numéros comprennent 28 histoires, soit 190 planches.

## Le contexte
Alors que le sabordage de ses séries d’horreur est programmé, EC Comics lance Piracy, comic book qui préfigure la New Direction qui va survenir dès le début 1955. Même si elle anticipe de quelques mois cette inflexion, on peut rattacher ce magazine à d’autres revues qui commencèrent en mars 1955 comme Aces High, Valor et, mais dans une moindre mesure, Impact.
Ces publications étaient pour Gaines l’opportunité de garder intacte son écurie de talentueux collaborateurs. On retrouve ainsi :
- Reed Crandall : 1-2-3-4-5-6-7
- Jack Davis : 1-2-6
- George Evans : 3-4-5-6-7
- Graham Ingels : 3-4-5-6-7
- Bernie Krigstein : 3-4-5-7
- Al Williamson : 1-2
- Wallace Wood : 1-2

## Le style du comic book
Le titre de Piracy  est trompeur car plus que des histoires de pirates, nombreuses il est vrai, il s’agit surtout de récits maritimes. Et même, en fait, de récits du temps de la marine à voile à quatre exceptions près.
On retrouve le style qui avait la gloire des revues d’horreur de la société. Histoires courtes, très souvent closes par un retournement de situation et magnifiquement illustrées. Comme dans les magazines antérieurs, la fin est souvent morale, mais pas toujours, et un humour noir ou morbide ponctue parfois l’histoire.
Bref, il s’agit d’une excellente revue qui fait honneur à EC mais ses récits d’horreur avaient un petit quelque chose en plus, ce qui fait que Piracy est en fait méconnu et c’est bien dommage.

## Publications
#1er octobre 1954

1.	The Privateer – 7 planches (dessins : Reed Crandall)
La date de l’action n’est pas précisée, néanmoins d’après les costumes tout laisse penser qu’elle se déroule au XVIIIe siècle. Le capitaine James Ballard dirige un sloop qui part en chasse contre des navires espagnols. Mais la mer recèle aussi d’autres dangers…
2.	The Mutineers – 8 planches (dessins : Wallace Wood)
En 1854, le capitaine Matthew Bollard fait régner une discipline de fer sur son vaisseau mais parfois trop, c’est trop. La fin de l’histoire est très originale.
3.	Harpooned – 6 planches (dessins : Al Williamson)
Une chasse à la baleine en 1854, avatar de Moby Dick.
4.	Shangaied – 7 planches (dessins : Jack Davis)
L’histoire n’a rien à voir avec la grande ville chinoise, puisqu’en l’occurrence“« shanghaied » se traduit par « embarqué de force » ; une sombre histoire de vengeance.
#2 décembre 1954

5.	Sea Food – 8 planches (dessins : Reed Crandall)
Un navire pirate écume les côtes américaines. Sa dernière prise faite, il transfère coffres et tonneaux sur son propre navire. Est-ce une si bonne idée ?
6.	Kismet – 6 planches (dessins : Jack Davis)
Kismet fut d’abord une pièce de théâtre puis une succession de films, comédies musicales, etc. L’action se situait dans le Moyen-Orient, depuis le terme évoque les parfums et les mystères de l’Orient. Cela tombe bien, cette histoire se déroule justement en Afrique du Nord vers moitié du XIXe siècle sur fond de trafic d’esclaves.
7.	The Shell Game – 6 planches (dessins : Al Williamson)
Une histoire de plongeur, chasseur de trésors, à l’époque contemporaine.
8.	A Fitting End – 8 planches (dessins : Wallace Wood)
La British Navy a toujours eu la réputation d’être très à cheval sur la discipline. Un matelot de la frégate Sea Gull va se heurter au capitaine d’un navire avec un coup de théâtre final.
#3 février 1955
9.	Blackbeard – 7 planches (dessins : Reed Crandall)
Ce Barbe-Noire là n’est pas le vrai pirate mais en quelque sorte son alter ego. La fin est évidemment empreinte d’humour noir.
10.	U Boat – 6 planches (scénario : Carl Wessler / dessins : Bernie Kriegstein)
Dans un U-Boot en perdition, le capitaine Von Krohner et lieutenant Hass ont des comptes à régler.
11.	Mouse Trap – 6 planches (dessins : George Evans)
Un clipper recueille un naufragé qui raconte une bien étrange histoire. Mais l’a-t-il réellement racontée ?
12.	Slave Ships – 7 planches (scénario : Carl Wessler / dessins : Graham Ingels)
Un marin embarqué de force fomente une révolte sur un navire d’esclaves.
Si scénaristiquement l'histoire est assez faible, elle est en revanche importante sur un plan historique puisqu'elle est écrite peu de temps après que la Cour suprême eut jugé la ségrégation raciale inconstitutionnelle (affaire Brown vs Board of Education). Elle montre bien que EC et d'une manière plus générale tous ses collaborateurs penchaient nettement vers le libéralisme (dans l'acception américaine du terme et non la française), c'est-à-dire qu'ils soutenaient l'égalité des droits entre Blancs et Noirs. Long chemin, loin d'être acquis à l'époque et dont la phase suivante sera l'affaire des neuf de Little Rock.
#4 avril 1955
13.	Pirate Master – 7 planches (dessins : Reed Crandall)
La capitaine Satan est la terreur des Espagnols dans les mers caribéennes. Mais lors d’un pillage de bateau une surprise l’attend. Un des épisodes les plus faibles de la série.
14.	By the Book – 6 planches (scénario : Carl Wessler / dessins : George Evans)
Un episode – fictif – de la guerre de 1812, vue du côté américain.
15.	The Sheba – 7 planches (dessins : Graham Ingels)
Par vengeance, un marin échoue le Sheba sur un massif de corail. Mais le destin est facétieux.
16.	Inheritance – 7 planches (dessins : Bernie Kriegstein)
La frégate Bon St Louis (sic) revient en France après un séjour dans le Nouveau Monde. Charles Devigny est un capitaine cruel, son frère Émile est à l’opposé. Ils vont donc s’affronter. La fin est évidemment caustique. Sans la révéler, il convient de souligner qu’elle est doublement fautive, puisque l’action est censée se dérouler en 1789. Or à cette date, les deux arguments qui ponctuent l’histoire sont encore en devenir. À noter qu’un des marins s’appelle … Sartre !
#5 juin 1955
17.	Jean Lafitte – 7 planches (dessins : Reed Crandall)
L’épisode final de la vie du fameux flibustier Jean Lafitte et sauveur de la Nouvelle-Orléans lors de la guerre de 1812. Entre l’histoire et la légende.
18.	Rag Doll – 6 planches (scénario : Carl Wessler / dessins : Graham Ingels)
En 1810, le chirurgien du Northern Star raconte l’histoire du marin Flynn et de sa curieuse poupée de son.
19.	Salvage – 7 planches (scénario : Jack Oleck / dessins : Bernie Kriegstein)
Les tempêtes au large de la Caroline seraient-elles l’instrument du destin ?
20.	The Keg – 7 planches (dessins : George Evans)
Une histoire de naufragés avec bien sûr un twist final.
#6 août 1955
21.	Fit for a King – 7 planches (dessins : Reed Crandall)
Ben Avery a la réputation d’être le roi des pirates. Il a bien sûr du sang sur les mains et de l’or dans ses poches. Mais peut-on vivre de ses rapines sans un jour faire face à la justice ?
L'histoire est vaguement inspirée de la légende plutôt que de la vie de Henry Every, le fameux pirate dont l'un des surnoms était Long Ben Avery.
22.	The Skipper – 6 planches (scénario : Carl Wessler / dessins : George Evans)
Sur un cargo à vapeur de la marine marchande, un lieutenant attend sa promotion depuis maintenant 15 ans. Il va devenir maître à bord pour sa plus grande satisfaction mais pas vraiment dans des conditions usuelles.
23.	Fur Crazy – 7 planches (dessins : Graham Ingels)
Gus Marker a réchappé d’un naufrage en mer arctique. La chance lui sourit quand il trouve un igloo qui va l’abriter. Mais il a faim. Il cherche et la chance lui sourit encore puisque des caisses du navire coulé sont échouées sur la berge. La chance ou l’ironie du sort ?
24.	Solitary – 7 planches (dessins : Jack Davis)
Une histoire de vengeance cuite et recuite.
#7 octobre 1955
25.	Partners – 7 planches (dessin : Reed Crandall)
Deux pirates, Valez et Kemp, s’associent mais n’ont qu’une idée en tête : flouer l’autre. Y aura-t-il une morale à l’histoire ?
26.	Up the River – 6 planches (scénario : Carl Wessler / dessins : Bernie Kriegstein)
Pendant la guerre d’indépendance américaine, un simple fermier est pris par les Britanniques avec une carte fort détaillée des différents cours d’eau qui baignent la région de New York. Un bon moyen de surprendre les rebelles ?
27.	John’s Reward – 7 planches (dessins : Graham Ingels)
Un patron pêcheur sauve la vie de 77 personnes mais perd tout au grand désespoir de son acariâtre épouse. La fin n’est pas du tout « politiquement correcte ».
28.	Temptation – 7 planches (dessins : George Evans)
Le Mimosa va transporter une fortune : 2 millions de dollars en or (une somme importante encore aujourd’hui mais tout à fait colossale à l’époque où se situe l’action). Mais la mer se montre capricieuse…
La mer ou les hommes ?